# Maria Bubicz
Maria Bubicz (ur. 27 września 1930 w Grabówce) – polska chemiczka i pedagog.

## Życiorys
Absolwentka Uniwersytetu Mikołaja Kopernika w Toruniu (1954). W latach 1976–2000 kierownik Katedry Chemii Akademii Rolniczej w Lublinie – na tej uczelni zaczęła pracować w 1954. W 1975 obroniła pracę habilitacyjną w zakresie biochemii roślin, a w 1986 otrzymała tytuł profesora nauk rolniczych.
Córka Marii Kołsut, matka Aleksandry Bubicz-Mojsy i Sławomira Bubicza.

## Odznaczenia
- Złoty Krzyż Zasługi (1975)
- Medal Komisji Edukacji Narodowej (1978)
- Krzyż Kawalerski Orderu Odrodzenia Polski (1983)